# San Antonio de Padua en Vía Merulana (título cardenalicio)
San Antonio de Padua en Vía Merulana es un título cardenalicio de la Iglesia Católica. Fue instituido por el papa Juan XXIII el 12 de marzo de 1960 con la constitución apostólica Inter cetera. Se encuentra en la basílica de san Antonio de Padua ubicada en el quartier de Esquilino, dependiente de la parroquia de los Santos Marcelino y Pedro en Letrán.

## Titulares
- Peter Tatsuo Doi (31 de marzo de 1960 - 21 de febrero de 1970)
- António Ribeiro (5 de marzo de 1973 - 24 de marzo de 1998)
- Cláudio Hummes, O.F.M., (21 de febrero de 2001 - 4 de julio de 2022)
- Américo Manuel Alves Aguiar (desde el 30 de septiembre de 2023)